# Moita
A Moita, historicamente conhecida por Moita do Ribatejo, é uma vila portuguesa pertencente ao Distrito de Setúbal e à Área Metropolitana de Lisboa, com mais de 20 200 habitantes (2024).
É sede do Município da Moita com 55,26 km² de área e 66262 habitantes (2021), subdividido em 4 freguesias. O município é limitado a norte, através de baixios do estuário do Tejo, pela área principal do município do Montijo, a nordeste também pelo Montijo, a sudeste e sul por Palmela e a oeste pelo Barreiro.

## História
As origens da ocupação humana no concelho da Moita remontam aos inícios do Neolítico e correspondem a uma ocupação de carácter habitacional com cerca de 6 mil anos, comprovada pelos achados arqueológicos da jazida do Gaio.

Contudo, não se conhece uma continuidade da ocupação do espaço, na medida em que só a partir de meados do século XIII podemos apontar a existência de um núcleo humano em Alhos Vedros, como certifica o mais antigo documento que se conhece referente a esta localidade, que confirma a existência desse lugar com um capelão chamado Fernão Rodrigues, datado de 30 de janeiro de 1298.

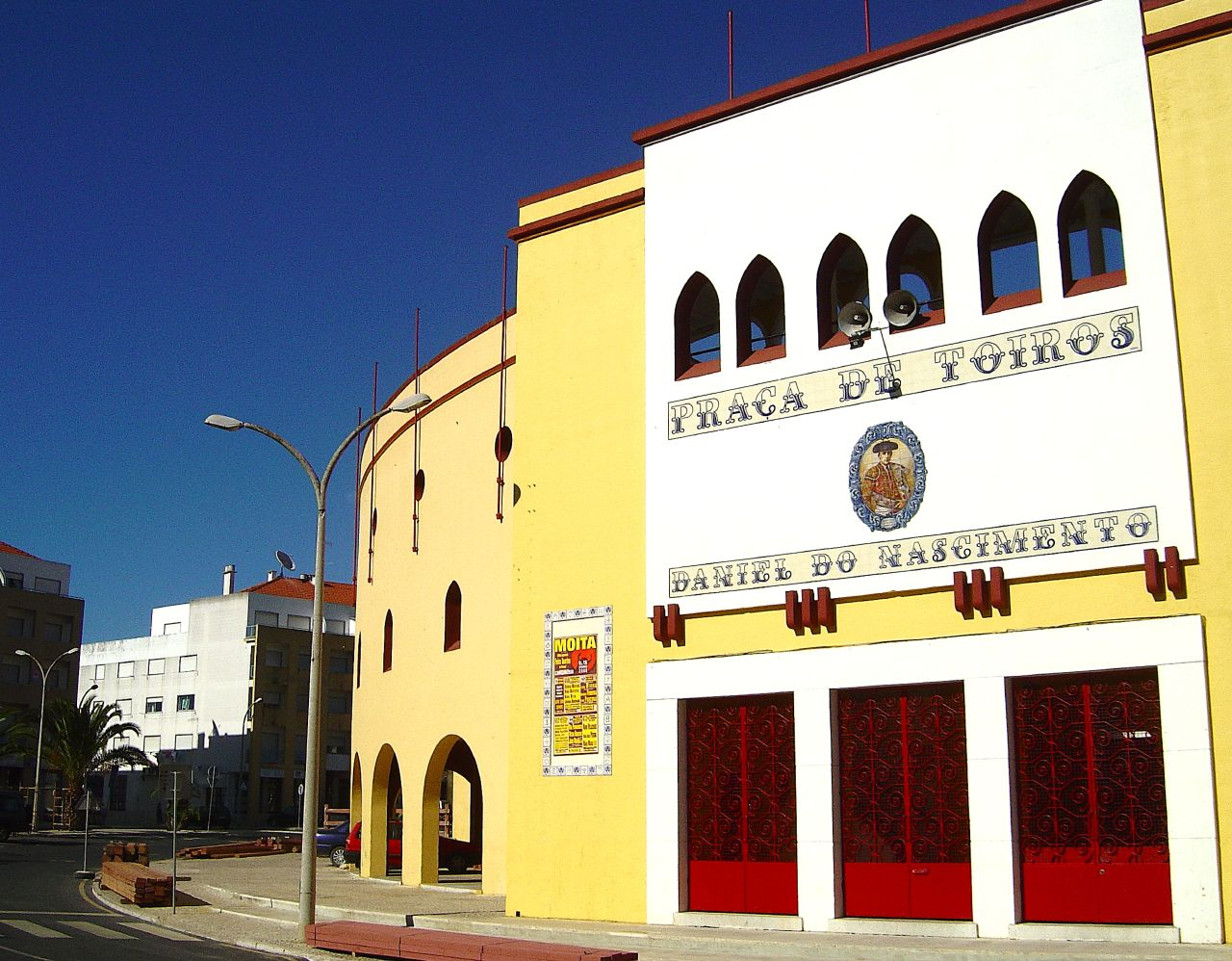
Praça de Toiros da Moita

O povoamento da faixa ribeirinha, na qual se integra o território do atual concelho da Moita, só terá ocorrido de forma mais ou menos contínua com a pacificação de toda esta zona, daí se supõe que apenas terá sucedido após a reconquista definitiva de Alcácer do Sal no ano de 1217.
Toda esta extensa região (doada por D. Sancho I em 1186) que se estendia desde a margem sul do rio Tejo até à margem extrema do Alentejo estava na dependência direta da Ordem Militar de Santiago. É neste contexto que surge a designação de Riba Tejo, termo utilizado pelos freires de Santiago para denominarem o vasto território compreendido entre o rio de Coina e a ribeira das Enguias e no qual nasceram e se foram desenvolvendo vários núcleos populacionais, atraídos pela força do estuário.
É no âmbito desta estrutura organizacional que surge a freguesia de São Lourenço de Alhos Vedros, confirmada documentalmente por uma sentença, datada de 5 de outubro de 1319. O período que medeia os séculos XIV e XVI é propício ao desenvolvimento económico e populacional de Alhos Vedros, de tal forma que vê crescer a sua importância no contexto regional, ao receber o estatuto de vila (1477), o poder municipal (1479) e a carta de foral (1514).
Contudo, no final do século XIV e início do século XV, é que terá assumido o seu período áureo, abrangendo o seu termo um extenso território que compreendia os atuais concelhos do Barreiro e da Moita, estendendo-se desde a Ribeira de Coina até Sarilhos Pequenos. Embora detivesse uma área de jurisdição, o antigo concelho de Alhos Vedros estava na dependência direta da Ordem Militar de Santiago, a sua donatária, pelo que constituía uma comenda da Mesa Mestral da Ordem.

É neste contexto espaciotemporal que vão surgindo pequenos aglomerados, constituídos por pouco mais do que uma dezena de habitantes, demonstrando que a humanização no território do atual concelho da Moita se fez muito lentamente, o que se deveu, em grande parte, à estrutura do solo, coberto exclusivamente por matas e extensos pinhais.

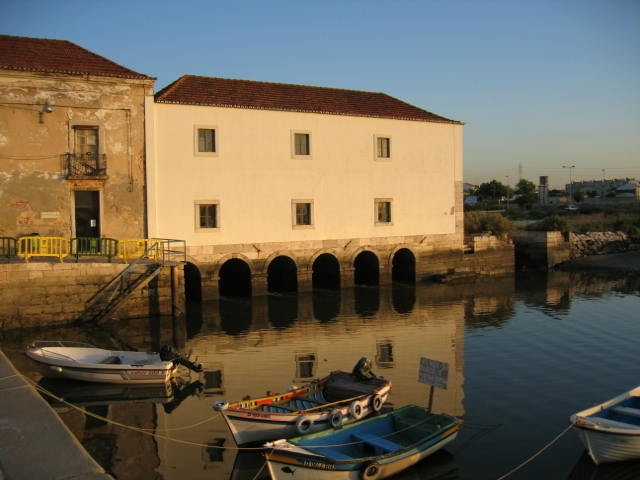
Moinho de Maré de Alhos Vedros

Dados os imperativos geográficos, os aglomerados que nasceram no termo de Alhos Vedros cresceram em estreita articulação com o trabalho no rio, através de uma rede efetiva de ligações fluviais com a outra margem, o que permitia uma rápida circulação de pessoas e de bens. Aliás, o desenvolvimento da Moita está indissociavelmente ligado ao transporte de cabotagem, atividade que a converteu numa terra de passagem e num importante nó de ligação entre o sul do país e a cidade de Lisboa.
Assim, à medida que se assiste ao crescimento da Moita, que culmina com a sua elevação a vila em 1691, Alhos Vedros vai lentamente declinando, situação que se reflete na desintegração do seu território e no consequente decréscimo da população, de modo que, no século XVIII, Alhos Vedros tinha apenas 124 moradores, enquanto a Moita já registava 225 “vizinhos” e o lugar de Sarilhos Pequenos 55 “vizinhos”.
Nos finais do século XVII, passaram-se a ter duas vilas e dois concelhos com as respetivas áreas jurisdicionais, administradas individualmente por dois juízes ordinários, vereadores, um procurador do concelho, um escrivão da Câmara, um juiz dos órfãos com o seu escrivão, dois tabeliões, um alcaide e uma companhia de ordenança.
No século XIX, no decorrer das reformas administrativas empreendidas pelo governo liberal, Alhos Vedros perdeu definitivamente a sua autonomia municipal e foi integrado como freguesia, num primeiro momento, no Barreiro (1855) e, num segundo momento, na Moita (1861). Na última década deste século, com a segunda extinção do concelho da Moita (1895), a freguesia de Alhos Vedros voltou a ser anexada, por mais três anos, ao Barreiro, para ser de novo reintegrada, em definitivo, no concelho da Moita (1898).

## Artesanato

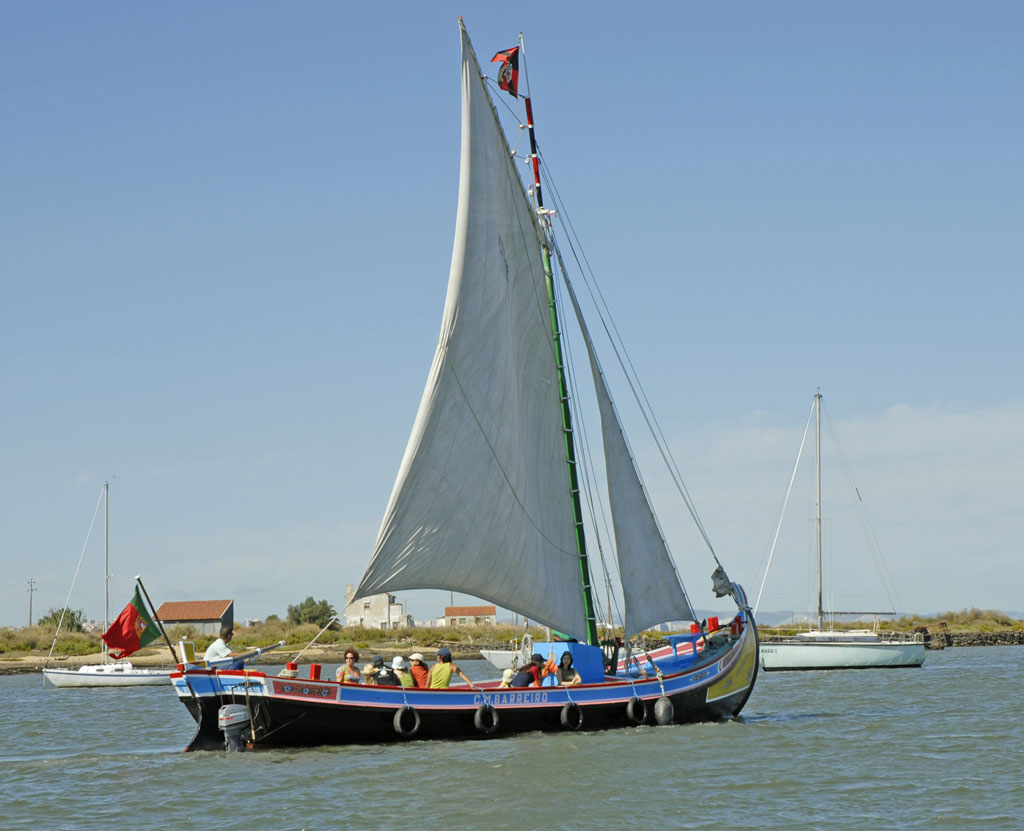
Varino, embarcação típica do Tejo

De entre um vasto conjunto de atividades desenvolvidas por artesãos do concelho, muitas das quais trazidas de outras regiões do país pelas vagas de migrantes que aqui se instalaram, tais como a latoaria, a cestaria, a olaria, entre outras, a mais emblemática do concelho da Moita é a construção de miniaturas de barcos típicos do Tejo nas freguesias do Gaio-Rosário e de Sarilhos Pequenos.
Peças como varinos, faluas e fragatas são habilmente reproduzidas à escala por antigos marítimos, cuja vida cedo os empurrou para a labuta nestas embarcações. Começaram por ser “moços”, aos nove ou dez anos, depois passaram a “camaradas” e mais tarde a “arrais”, as três etapas possíveis desta ancestral atividade que consistia em fazer o transporte de produtos e pessoas entre as margens sul e norte do rio Tejo. As decorações típicas não podiam deixar de embelezar estes barcos, onde as cores garridas das tintas ilustram paisagens, cenas religiosas, números, letras e flores.

## Caracterização
O concelho da Moita, território integrante da Área Metropolitana de Lisboa, situa-se na margem esquerda do Estuário do Tejo, com uma frente ribeirinha superior a 20 km. Com exceção do Vale da Amoreira, todas as outras freguesias (Alhos Vedros, Baixa da Banheira, Gaio-Rosário, Moita e Sarilhos Pequenos) estão em contacto com o rio.
A nova centralidade e a acessibilidade trazidas pela construção da Ponte Vasco da Gama constituem um trunfo no posicionamento deste concelho na região de Setúbal, nomeadamente para a valorização dos seus recursos naturais e zona ribeirinha, constituindo um atrativo para a instalação de novos equipamentos, empresas e residentes. Estão, assim, a surgir novas oportunidades para o desenvolvimento local e regional, resultantes do esforço da Câmara Municipal na requalificação urbanística e ambiental.

## Evolução da população do município
★ Os Recenseamentos Gerais da população portuguesa, regendo-se pelas orientações do Congresso Internacional de Estatística de Bruxelas de 1853, tiveram lugar a partir de 1864, encontrando-se disponíveis para consulta no site do Instituto Nacional de Estatística (INE). 
| Número de habitantes *                   | Número de habitantes * | Número de habitantes * | Número de habitantes * | Número de habitantes * | Número de habitantes * | Número de habitantes * | Número de habitantes * | Número de habitantes * | Número de habitantes * | Número de habitantes * | Número de habitantes * | Número de habitantes * | Número de habitantes * | Número de habitantes * | Número de habitantes * |
| ---------------------------------------- | ---------------------- | ---------------------- | ---------------------- | ---------------------- | ---------------------- | ---------------------- | ---------------------- | ---------------------- | ---------------------- | ---------------------- | ---------------------- | ---------------------- | ---------------------- | ---------------------- | ---------------------- |
| 1864                                     | 1878                   | 1890                   | 1900                   | 1911                   | 1920                   | 1930                   | 1940                   | 1950                   | 1960                   | 1970                   | 1981                   | 1991                   | 2001                   | 2011                   | 2021                   |
| 4 404                                    | 4 808                  | 5 490                  | 6 350                  | 6 117                  | 7 062                  | 9 486                  | 12 384                 | 19 465                 | 29 110                 | 38 735                 | 53 240                 | 65 086                 | 67 449                 | 66 029                 | 66 255                 |
| Número de habitantes por grupo etário ** |                        |                        |                        |                        |                        |                        |                        |                        |                        |                        |                        |                        |                        |                        |                        |
|                                          |                        |                        | 1900                   | 1911                   | 1920                   | 1930                   | 1940                   | 1950                   | 1960                   | 1970                   | 1981                   | 1991                   | 2001                   | 2011                   | 2021                   |
| 0-14 Anos                                | 0-14 Anos              | 0-14 Anos              | 2 342                  | 2 440                  | 2 246                  | 3 287                  | 4 045                  | 5 740                  | 8 018                  | 9 935                  | 13 766                 | 14 288                 | 11 231                 | 10 549                 | 9 809                  |
| 15-24 Anos                               | 15-24 Anos             | 15-24 Anos             | 1 201                  | 1 114                  | 1 455                  | 2 019                  | 2 247                  | 3 591                  | 4 934                  | 5 815                  | 8 130                  | 10 223                 | 10 314                 | 7 424                  | 7 370                  |
| 25-64 Anos                               | 25-64 Anos             | 25-64 Anos             | 2 533                  | 2 389                  | 3 100                  | 3 849                  | 5 495                  | 9 118                  | 14 820                 | 20 465                 | 27 008                 | 33 959                 | 37 213                 | 36 775                 | 34 562                 |
| = ou > 65 Anos                           | = ou > 65 Anos         | = ou > 65 Anos         | 250                    | 260                    | 280                    | 391                    | 495                    | 798                    | 1 338                  | 2 520                  | 4 336                  | 6 616                  | 8 691                  | 11 281                 | 14 514                 |

- Número de habitantes "residentes", ou seja, que tinham a residência oficial neste município à data em que os censos se realizaram.

- - De 1900 a 1950 os dados referem-se à população "de facto", ou seja, que estava presente no município à data em que os censos se realizaram. Daí que se registem algumas diferenças relativamente à designada população residente.

## Freguesias
|  | O município da Moita está dividido em 4 freguesias: 0 - Alhos Vedros - Baixa da Banheira e Vale da Amoreira - Gaio-Rosário e Sarilhos Pequenos - Moita 0 |

## Gastronomia

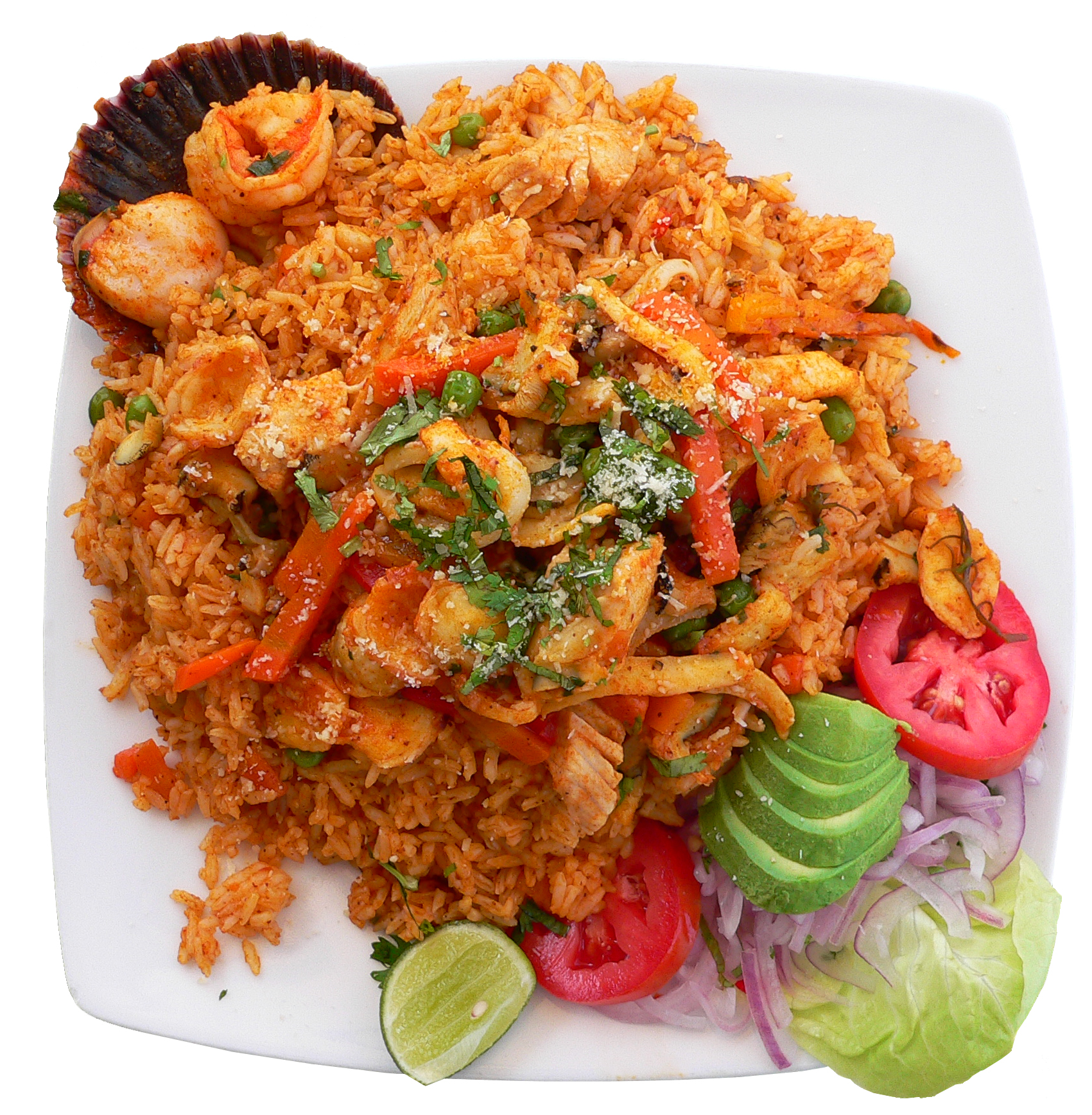
Arroz de marisco

Terra de mar e fragatas, a gastronomia da Moita está estreitamente ligada ao rio Tejo. Nos vários restaurantes do concelho, podem ser provadas iguarias que fazem parte da gastronomia local e que merecem ser apreciadas demoradamente:
- Caldeirada à Fragateiro
- Massinha da Caldeirada
- Ensopado de Enguias
- Arroz de Marisco
- Choco Frito
- Massa de Peixe
- Massinha de Sapateira
- Grelhados no carvão
- Sopa Caramela
- Lamejinhas com Cebola
- Farrafuza
- Feijoada de Choco

## Património
No município da Moita existe designadamente o seguinte património arquitetónico e histórico:

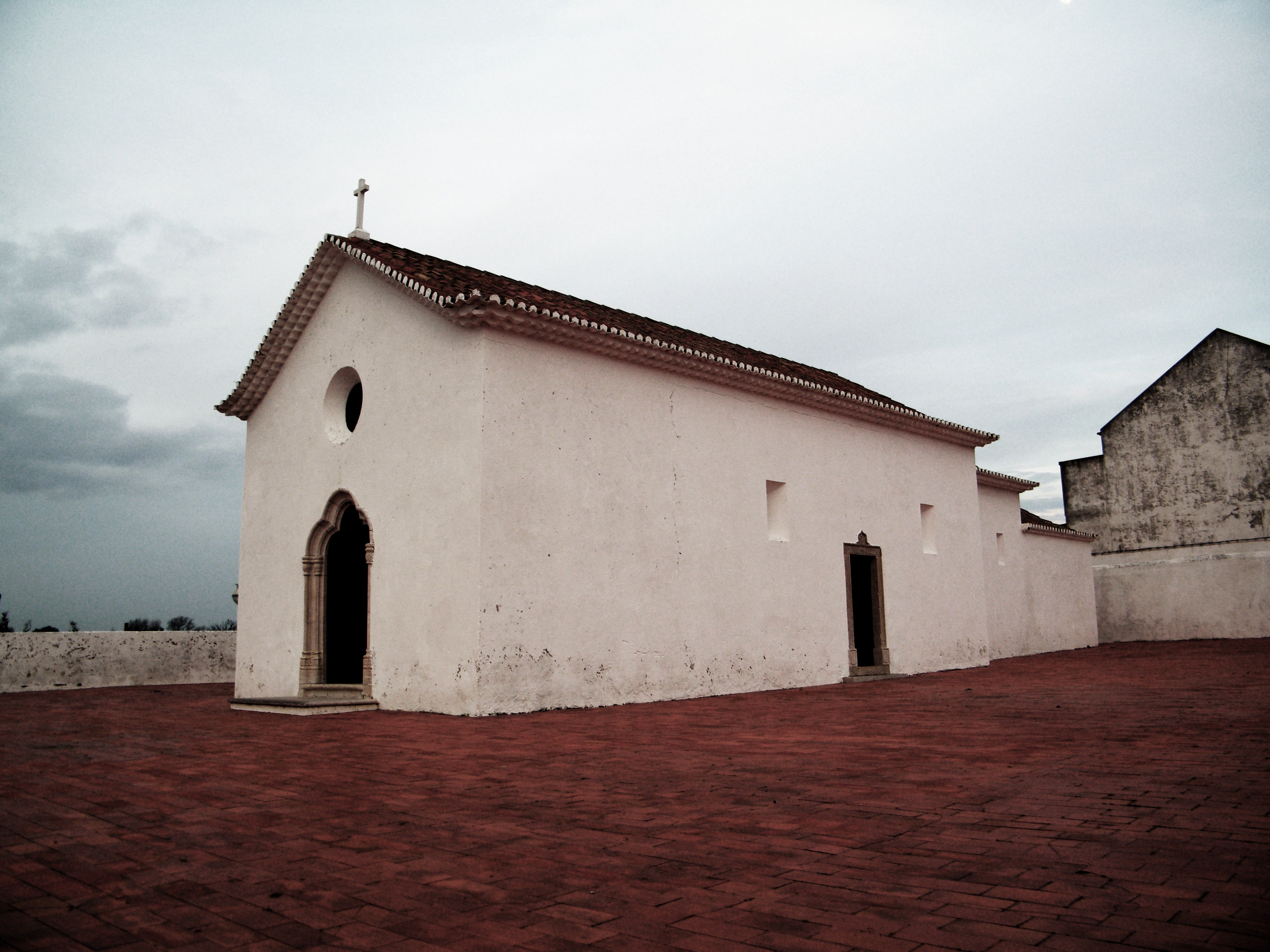
Capela de Nossa Senhora do Rosário

- Capela da Santa Casa da Misericórdia de Alhos Vedros
- Capela da Igreja de São Lourenço ou Igreja Matriz de Alhos Vedros
- Pelourinho de Alhos Vedros
- Ermida de Nossa Senhora do Rosário
- Igreja Paroquial de Nossa Senhora da Boa Viagem
- Capela do Carvalhinho (Propriedade da Fábrica da Igreja Paroquial de Nossa Senhora da Boa Viagem na Moita)

## Política

### Eleições autárquicas[12]
| Data | %            | V            | %     | V     | %          | V          | %       | V       | %      | V      | %       | V       | %              | V       | %              | V   | %              | V       | %              | V       | %              | V   | %       | V       | %       | V       | %              | V | %   | V   | %    | V    | %        | V        | %   | V   | %   | V   | Participação |                |
| Data | FEPU/APU/CDU | FEPU/APU/CDU | PS    | PS    | PCTP/ MRPP | PCTP/ MRPP | PPD/PSD | PPD/PSD | UDP/BE | UDP/BE | CDS-PP  | CDS-PP  | AD             | AD      | PPM            | PPM | PRD            | PRD     | PSD-CDS        | PSD-CDS | PAN            | PAN | MPT     | MPT     | CH      | CH      | A              | A | ADN | ADN | GDUP | GDUP | PCP (ml) | PCP (ml) | PSN | PSN | PTP | PTP | Participação |                |
| ---- | ------------ | ------------ | ----- | ----- | ---------- | ---------- | ------- | ------- | ------ | ------ | ------- | ------- | -------------- | ------- | -------------- | --- | -------------- | ------- | -------------- | ------- | -------------- | --- | ------- | ------- | ------- | ------- | -------------- | - | --- | --- | ---- | ---- | -------- | -------- | --- | --- | --- | --- | ------------ | -------------- |
| Data | 1976         | 63,82        | 6     | 21,14 | 1          | 1,40       | -       |         |        |        |         |         |                |         |                |     |                |         |                |         |                |     |         |         |         |         |                |   |     |     |      | 9,70 | -        | 1,24     | -   |     |     |     |              | 70,65 / 100,00 |
| 1979 | 67,06        | 6            | 13,81 | 1     | 0,82       | -          | 9,19    | -       | 6,59   | -      | 1,15    | -       |                |         |                |     | 76,36 / 100,00 |         |                |         |                |     |         |         |         |         |                |   |     |     |      |      |          |          |     |     |     |     |              |                |
| 1982 | 65,41        | 6            | 16,85 | 1     | 0,85       | -          | AD      | AD      | 3,73   | -      | AD      | AD      | 10,71          | -       | AD             | AD  | 75,81 / 100,00 |         |                |         |                |     |         |         |         |         |                |   |     |     |      |      |          |          |     |     |     |     |              |                |
| 1985 | 61,26        | 5            | 18,35 | 1     |            |            |         |         | 3,48   | -      |         |         |                |         |                |     | 13,24          | 1       | 60,56 / 100,00 |         |                |     |         |         |         |         |                |   |     |     |      |      |          |          |     |     |     |     |              |                |
| 1989 | 53,76        | 4            | 23,02 | 2     | 2,68       | -          | 16,48   | 1       |        |        |         |         | 48,84 / 100,00 |         |                |     |                |         |                |         |                |     |         |         |         |         |                |   |     |     |      |      |          |          |     |     |     |     |              |                |
| 1993 | 52,79        | 6            | 23,59 | 2     | 2,45       | -          | 14,32   | 1       | 2,24   | -      | 0,79    | -       | 52,77 / 100,00 |         |                |     |                |         |                |         |                |     |         |         |         |         |                |   |     |     |      |      |          |          |     |     |     |     |              |                |
| 1997 | 45,25        | 5            | 33,32 | 3     | 2,54       | -          | 10,15   | 1       | 1,74   | -      | 2,27    | -       |                |         | 47,91 / 100,00 |     |                |         |                |         |                |     |         |         |         |         |                |   |     |     |      |      |          |          |     |     |     |     |              |                |
| 2001 | 41,40        | 5            | 32,53 | 3     | 3,87       | -          | 10,98   | 1       | 3,35   | -      | 3,12    | -       | 45,94 / 100,00 |         |                |     |                |         |                |         |                |     |         |         |         |         |                |   |     |     |      |      |          |          |     |     |     |     |              |                |
| 2005 | 49,79        | 5            | 26,17 | 2     | 2,05       | -          | CDS-PP  | CDS-PP  | 8,83   | 1      | PPD/PSD | PPD/PSD | 9,12           | 1       | 49,52 / 100,00 |     |                |         |                |         |                |     |         |         |         |         |                |   |     |     |      |      |          |          |     |     |     |     |              |                |
| 2009 | 44,93        | 5            | 26,64 | 3     | 2,59       | -          | 7,92    | -       | 11,60  | 1      | 3,46    | -       |                |         | 46,88 / 100,00 |     |                |         |                |         |                |     |         |         |         |         |                |   |     |     |      |      |          |          |     |     |     |     |              |                |
| 2013 | 45,54        | 5            | 24,80 | 3     | 2,75       | -          | 6,19    | -       | 8,43   | 1      | 1,96    | -       | 2,37           | -       | 0,86           | -   | 40,35 / 100,00 |         |                |         |                |     |         |         |         |         |                |   |     |     |      |      |          |          |     |     |     |     |              |                |
| 2017 | 41,10        | 4            | 28,99 | 3     | 2,68       | -          | CDS-PP  | CDS-PP  | 10,30  | 1      | PPD/PSD | PPD/PSD | 8,47           | 1       | 3,56           | -   | PSD-CDS        | PSD-CDS |                |         | 42,88 / 100,00 |     |         |         |         |         |                |   |     |     |      |      |          |          |     |     |     |     |              |                |
| 2021 | 33,07        | 4            | 37,63 | 4     |            |            | CDS-PP  | CDS-PP  | 7,56   | -      | PPD/PSD | PPD/PSD | PSD-CDS        | PSD-CDS | 6,61           | -   | PSD-CDS        | PSD-CDS | 2,75           | -       | 8,97           | 1   | PSD-CDS | PSD-CDS | PSD-CDS | PSD-CDS | 42,12 / 100,00 |   |     |     |      |      |          |          |     |     |     |     |              |                |

### Eleições legislativas
| Data | %     | %     | %     | %     | %     | %        | %     | %     | %    | %     | %    | %   | %       |   |    |    |
| Data | PCP   | PS    | UDP   | PSD   | CDS   | APU/ CDU | AD    | FRS   | PRD  | PSN   | BE   | PAN | PSD CDS | L | CH | IL |
| ---- | ----- | ----- | ----- | ----- | ----- | -------- | ----- | ----- | ---- | ----- | ---- | --- | ------- | - | -- | -- |
| 1976 | 61,84 | 19,12 | 6,07  | 4,12  | 2,45  |          |       |       |      |       |      |     |         |   |    |    |
| 1979 | APU   | 14,34 | 7,36  | AD    | AD    | 61,15    | 12,35 |       |      |       |      |     |         |   |    |    |
| 1980 | APU   | FRS   | 5,74  | AD    | AD    | 59,25    | 14,63 | 15,58 |      |       |      |     |         |   |    |    |
| 1983 | APU   | 21,62 | 3,73  | 7,84  | 3,13  | 60,11    |       |       |      |       |      |     |         |   |    |    |
| 1985 | APU   | 11,31 | 3,90  | 10,14 | 2,60  | 50,65    | 17,81 |       |      |       |      |     |         |   |    |    |
| 1987 | CDU   | 13,25 | 2,97  | 24,31 | 1,44  | 43,77    | 9,07  |       |      |       |      |     |         |   |    |    |
| 1991 | CDU   | 23,66 |       | 27,47 | 2,29  | 37,05    | 1,00  | 2,28  |      |       |      |     |         |   |    |    |
| 1995 | CDU   | 39,93 | 1,34  | 14,88 | 5,62  | 33,33    |       | 0,19  |      |       |      |     |         |   |    |    |
| 1999 | CDU   | 38,82 |       | 14,00 | 4,48  | 34,40    | 0,27  | 3,59  |      |       |      |     |         |   |    |    |
| 2002 | CDU   | 36,06 | 19,13 | 6,26  | 29,40 |          | 4,86  |       |      |       |      |     |         |   |    |    |
| 2005 | CDU   | 39,29 | 12,46 | 3,52  | 28,81 | 11,12    |       |       |      |       |      |     |         |   |    |    |
| 2009 | CDU   | 30,63 | 11,11 | 7,65  | 27,82 | 16,36    |       |       |      |       |      |     |         |   |    |    |
| 2011 | CDU   | 26,53 | 18,66 | 9,47  | 27,74 | 8,44     | 1,39  |       |      |       |      |     |         |   |    |    |
| 2015 | CDU   | 32,22 | CDS   | PSD   | 27,56 | 13,50    | 1,98  | 15,12 | 0,84 |       |      |     |         |   |    |    |
| 2019 | CDU   | 37,91 | 9,15  | 2,24  | 22,77 | 12,90    | 3,97  |       | 0,94 | 2,00  | 0,63 |     |         |   |    |    |
| 2022 | CDU   | 49,31 | 10,05 | 1,03  | 13,84 | 6,20     | 1,75  | 1,04  | 9,79 | 3,16  |      |     |         |   |    |    |
| 2024 | CDU   | 33,82 | AD    | AD    | 11,22 | 10,64    | 6,54  | 2,52  | 3,29 | 22,80 | 3,88 |     |         |   |    |    |

## Geminações
A vila da Moita é geminada com as seguintes localidades:
- Tarrafal, Ilha de Santiago, Cabo Verde
- Plaisir, Île-de-France (Yvelines), França
- Pinhel, Guarda, Portugal